# Jösse härad
Jösse härad var ett härad i västra Värmlands län inom nuvarande Arvika, Kil och Eda kommuner. Arealen omfattade 1 984 km². Tingsplatsen låg till 1879 i Högvalta nordväst om staden Arvika för att därefter ligga i Arvika.

## Namnet
Namnet Jösse härad skrevs ursprungligen Jusedzheret, och tros innehålla ett svårtolkat äldre namn - Judh - på forsen vid Jössefors och ed med betydelsen passage utmed vatten.

## Vapen
Häradssigillet gick i silver och blått och föreställde en bakvis ställd gös. Det tidigaste sigillet härstammade från 1600-talet, föreställande en icke namngiven fisk. Att denna sedermera definierades som just en gös hör nog närmast samman med en lek på häradsnamnet.

## Geografi
Häradet var beläget norr om sjön Glafsfjorden i trakterna mellan Arvika och norska gränsen.

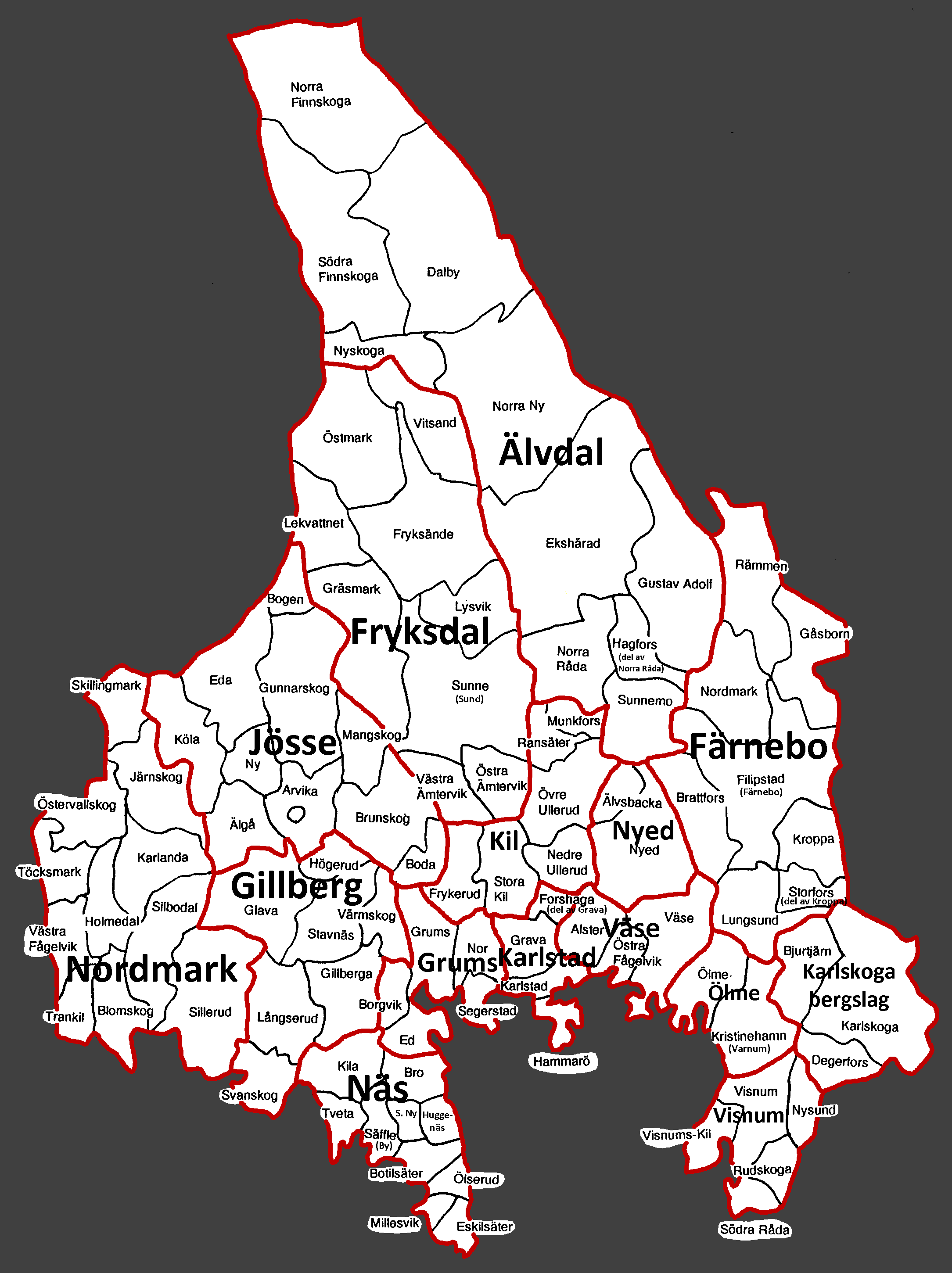
Värmlands härader.

### Socknar
Jösse härad omfattade tio socknar.
I Arvika kommun
- Arvika socken uppgick 1944 i Arvika stad
- Ny
- Älgå
- Gunnarskog
- Bogen bildades 1850
- Brunskog
- Mangskog bildades 1705

samt
- Arvika köping uppgick 1944 i Arvika stad

I Eda kommun
- Köla
- Eda

I Kils kommun
- Boda bildades 1616

## Län, fögderier, domsagor, tingslag och tingsrätter
Häradet har från 1779 hört till Värmlands län, innan dess Närkes och Värmlands län.  
Häradets socknar hörde till följande fögderier:
- 1682-1885, 1918-1945 Västersysslets fögderi
- 1886-1917, 1946-1966 Jösse fögderi Ej för Boda socken 1946-1966
- 1946-1966 Mellansysslets fögderi för Boda socken
- 1967-1990 Arvika fögderi  Ej för Boda socken
- 1967-1990 Boda fögderi för Boda socken

Häradets socknar tillhörde följande domsagor, tingslag och tingsrätter:
- 1680-1970 Jösse tingslag i domsagorna
  - 1680-1742 Jösse, Färnebo, Grums, Karlstads, Näs, Gillbergs, Nordmarks och Nyeds häraders domsaga kallad Västersysslets domsaga
  - 1743-1755 Jösse, Näs, Gillbergs och Nordmarks häraders domsaga kallad Västersysslets domsaga
  - 1756-1778 Jösse, Näs, Gillbergs, Nordmarks och Grums häraders domsaga kallad Västersysslets domsaga
  - 1779-1829 Jösse, Nordmarks och Grums domsaga
  - 1830-1855 Jösse och Fryksdals nedre härads domsaga kallad Västersysslets domsaga
  - 1856-1970 Jösse domsaga

- 1971-2005 Arvika tingsrätt och dess domsaga, dock ej för Boda socken
- 1971-2005 Karlstads tingsrätt och dess domsaga för Boda socken
- 2005 Värmlands tingsrätt och dess domsaga

### Webbkällor
- Jösse häradssigill på Wermlandsheraldik.se, 2009-02-25, kl. 14:34
- Nationella arkivdatabasen för uppgifter om fögderier, domsagor, tingslag och tingsrätter